# Buhongwa
Buhongwa è una circoscrizione urbana (urban ward) della Tanzania situata nel distretto di Nyamagana, regione di Mwanza. Conta una popolazione di 26 681 abitanti (censimento 2012).